# Trennleiste (Software)
Eine Trennleiste, auch Teilerleiste oder Splitter genannt (von englisch to split „aufteilen“) ist ein Steuerelement bei grafischen Benutzeroberflächen. Es dient dazu, ein Fenster (oder einen Teil eines Fensters) in zwei einzelne Felder variabler Größe zu gliedern. Durch Kaskadierung mehrerer Trennleisten kann auch eine Aufteilung in mehr als nur zwei Felder erreicht werden.

## Beschreibung

Beispiel: Eine Trennleiste (rot; verschiebbar) trennt Lesezeichen-Leiste (links) von Hauptfenster (rechts) in Mozilla Firefox

Wenn in einem Fenster eine Trennleiste zwischen zwei oder mehr Steuerelementen oder Fenster-Teilbereichen eingefügt wird, so kann der Benutzer die Größe dieser Steuerelemente oder Teilbereiche zur Laufzeit verändern. Hierbei wird die Gesamtgröße des Fensters nicht verändert; es ändert sich lediglich der jeweilige Anteil an der Fläche, die die beiden durch den Splitter getrennten Teilbereiche einnehmen.
Es ist auch möglich, mit einer Trennleiste nicht ein gesamtes Fenster, sondern lediglich einen Teilbereich eines Fensters aufzuteilen (vgl. Beispiel).
Eine Trennleiste ist immer dann sinnvoll, wenn die Benutzeroberfläche eines Programms (oder ein Formular) aus mehreren Teilflächen mit variabler Größe bestehen soll.

## Beispiel
In nebenstehendem Beispiel ist eine Trennleiste (rot markiert) zwischen einem Lesezeichen-Bereich (links) und dem eigentlichen Seiteninhalt des WWW-Browsers zu sehen. Wird sie nach links oder rechts verschoben, so verändern sich zwar die Anteile des Lesezeichen-Bereichs bzw. des Seiteninhalts; allerdings ändert sich dabei die Gesamtgröße des Fensters nicht. Es wird also lediglich eine andere Aufteilung erreicht. Zu beachten ist darüber hinaus, dass die Trennleiste nicht das gesamte Browserfenster von oben nach unten aufteilt, sondern lediglich einen großen Bereich in der Mitte des Fensters; beispielsweise ist die Adressleiste am oberen Fensterrand nicht von der Trennleiste betroffen.